# Alcipe cellanegra
L'alcipe cellanegra (Alcippe grotei) és un ocell de la família dels alcipeids (Alcippeidae) que habita els boscos de Tailàndia, Cambotja oriental, centre i sud de Laos i Vietnam.